# 胡蘇姆城堡
胡蘇姆城堡（德語：Schloss vor Husum）是位於德國什列斯威-霍爾斯坦北弗里斯蘭縣的一座文艺复兴风格的城堡。胡蘇姆城堡曾是丹麥王室的居所。1864年，胡蘇姆城堡大幅擴建。現在胡蘇姆城堡對公眾開放參觀。

## 外部連結
- Museumsverbund Nordfriesland / Schloss vor Husum （页面存档备份，存于）
- Das Schloss auf museen-sh.de （页面存档备份，存于）
- Gartentafeln des Landesamtes für Denkmalpflege Schleswig-Holstein （页面存档备份，存于） (PDF; 315 kB)